# ایمی تینکلر
اِیمی تینکلر (انگلیسی: Amy Tinkler؛ زادهٔ ۲۷ اکتبر ۱۹۹۹) ژیمناست هنری اهل بریتانیا است.